# Henry Brask Andersen
Henry Brask Andersen (Copenhaguen, 23 de juny de 1896 - Gentofte, 26 de novembre de 1970) va ser un ciclista danès, que fou professional entre 1922 i 1933. Es dedicà principalment al ciclisme en pista.
Com a ciclista amateur va prendre part en els Jocs Olímpics de 1920 i l'any següent guanyà la medalla d'or al Campionat del món de velocitat amateur. Durant la seva carrera aconseguí nombrosos campionats nacionals en diferents proves.

## Palmarès
- 1918
  -  Campió de Dinamarca amateur en velocitat
  -  Campió de Dinamarca amateur en la milla
- 1919
  -  Campió de Dinamarca amateur en velocitat
- 1920
  -  Campió de Dinamarca amateur en velocitat
- 1921
  -  Campió del món en velocitat amateur
  -  Campió de Dinamarca amateur en velocitat
  -  Campió de Dinamarca amateur en la milla
- 1926
  -  Campió de Dinamarca en velocitat
  -  Campió de Dinamarca en la milla
- 1927
  -  Campió de Dinamarca en velocitat
  -  Campió de Dinamarca en la milla
- 1928
  -  Campió de Dinamarca en velocitat
  -  Campió de Dinamarca en la milla